# Праченко, Андрей Дмитриевич
Андрей Дмитриевич Праченко (укр. Андрій Дмитрович Праченко; род. 15 сентября 1950, Львов) — советский и украинский актёр кино и дубляжа, кинорежиссёр и сценарист.

## Биография
Андрей Дмитриевич Праченко родился 15 сентября 1950 года во Львове.
В 1972 году окончил актёрский факультет Всесоюзного государственного института кинематографии имени С. А. Герасимова (мастерская В. Белокурова).
В 1981 году окончил режиссёрский факультет Киевского государственного института театрального искусства имени И. К. Карпенко-Карого (мастерская Т. Левчука).
Был членом Национального союза кинематографистов Украины.
Живёт в США.

## Фильмография

### Актёр
- 1971 — Первая дорога (короткометражный) — Глеб
- 1972 — Лавры
- 1973 — Товарищ бригада — Костя Байкин
- 1975 — Мальчишки ехали на фронт — Андрей Иванович Сизых, рабочий, учитель детей токарному делу
- 1977 — Гармония — Виктор Алфимов, молодой специалист
- 1977 — Солдатки — Кислый
- 1978 — Будьте готовы, Ваше высочество! — Юра, вожатый
- 1978 — Неудобный человек — член бригады Уханова
- 1979 — Выгодный контракт — Рябинкин

### Дубляж
- 1975 — Виноватый / Al kaateon
- 1976 — Доктор Мелузин / Dým bramborové nate
- 1977 — Все и никто / Wszyscy i nikt (Польша)
- 1978 — Красные галстуки / Rotschlipse (ГДР)
- 1978 — Пропавшее золото инков / Das verschollene Inka-Gold (Германия, Румыния, Франция) — Сетх

### Режиссёр
- 1982 — Мир прекрасен (короткометражный, дипломная работа)[1]
- 1984 — Единица «с обманом»
- 1986 — Капитан «Пилигрима»
- 1988 — Дама с попугаем
- 1991 — Одиссея капитана Блада
- 2003 — Леди Мэр
- 2004 — Русское лекарство
- 2005 — Близкие люди
- 2005 — Развод и девичья фамилия
- 2005 — Новый русский романс
- 2007 — Она сказала «Да»

### Прочие работы
- 1976 — Память земли
- 1979 — Тяжёлая вода
- 1980 — Шальная пуля
- 1980 — Мужество
- 1980 — От Буга до Вислы

## Фестивали и награды
- Диплом «За режиссёрский дебют» Владимиру Горпенко и «За лучшую операторскую работу» Сергею Лисецкому за фильм «Лавры» на Республиканском кинофестивале «Человек труда на экране» в Жданове (1973).[3]
- «Хрустальный кубок» фильму «Единица „с обманом“» (вместе с фильмом «Мне страшно рисовать маму» киностудии «Киевнаучфильм») на Республиканском кинофестивале «Молодость-84» в Киеве.[4]
- Второй приз по разделу фильмов для детей и юношества фильму «Единица „с обманом“» на Всесоюзном кинофестивале в Киеве (1984).[5]
- Приз детского жюри фильму «Единица „с обманом“» на Всесоюзной неделе фильмов для детей в Алма-Ате (1984).[4]
- Приз ЦК ВЛКСМ за лучший фильм для детей и юношества фильму «Единица „с обманом“».[6]
- Приз Министерства образования за лучший фильм для подростков фильму «Единица „с обманом“».[6]
- Специальный приз за лучший комедийный фильм для детей фильму «Единица „с обманом“» на Международном кинофестивале юмора и сатиры в Габрово, Болгария (1985).[4]